# گئورگ ماناسیان
گئورگ تسولاکی ماناسیان (ارمنی: Գևորգ Ցոլակի Մանասյան؛ زادهٔ ۲ آوریل ۱۹۵۳) نوازنده پیانو، رهبر ارکستر و آهنگساز اهل ارمنستان است.

## زندگی‌نامه
وی در ۲ آوریل ۱۹۵۳ ‏در آخالتسیخه به دنیا آمد و از کالج دولتی موسیقی رومانوس ملیکیان و کنسرواتوار دولتی کومیتاس ایروان فارغ‌التحصیل گشت. وی برنده جوایزی همچون چهره هنری شایسته جمهوری ارمنستان، مدال موسس خورناتسی است.
در سال ۱۹۷۲ میلادی، دانشکده موسیقی رومانو ملیک‌کیان در ایروان را به پایان رساند و در سال ۱۹۷۷، بخش پیانو و رهبری کنسرواتوری دولتی ایروان را تکمیل کرد. از سال ۱۹۷۸ تا ۱۹۸۳، مدیر بخش سازهای گروه آواز و رقص تاتول آلتونیان بود. از سال ۱۹۹۱ تا ۱۹۹۴، مدیر بخش موسیقی، از سال ۱۹۹۴ تا ۱۹۹۷، مدیر سازهای ملی به نام آرم مرانگولویان در کمیته رادیو و تلویزیون جمهوری ارمنستان، و از سال ۱۹۹۶ تا ۱۹۹۸، مدیر گروه آواز و ساز «ایروان قدیم» بود. همچنین از سال ۱۹۸۹ تا ۱۹۹۳ و از سال ۲۰۰۰ به عنوان مدیر هنری و رهبر ارکستر گروه موسیقی فولکلوریک و آوازهای مردمی ارمنستان فعالیت کرده است. از سال ۱۹۸۴ به‌طور همزمان در کالج دولتی موسیقی رومانوس ملیکیان  تدریس می‌کند و از سال ۱۹۹۶ نیز در کنسرواتوری تدریس می‌کند. از سال ۱۹۸۰ عضو اتحادیه آهنگسازان ارمنستان است.